# Azepán
Az azepán telített, 6 szén- és egy nitrogénatomból álló heterogyűrűs vegyület. Nevében az az nitrogénatomot, az epán héttagú telített gyűrűt jelent.
Egyik jól ismert származéka a kaprolaktám.

## Fordítás
- Ez a szócikk részben vagy egészben  az   Azepane című angol Wikipédia-szócikk fordításán alapul.  Az eredeti cikk szerkesztőit annak laptörténete sorolja fel. Ez a jelzés csupán a megfogalmazás eredetét és a szerzői jogokat jelzi, nem szolgál a cikkben szereplő információk forrásmegjelöléseként.